# Championnat du monde féminin de cyclisme contre-la-montre des moins de 23 ans
Le championnat du monde de contre-la-montre féminin des moins de 23 ans est organisé tous les ans depuis 2022 et est ouvert aux coureurs de la catégorie espoirs (moins de 23 ans). L'épreuve est disputée en même temps que l'épreuve élite de 2022 à 2024 inclus.

## Palmarès
| Édition | Or                  | Argent             | Bronze              |
| ------- | ------------------- | ------------------ | ------------------- |
| 2022    | Vittoria Guazzini   | Shirin van Anrooij | Ricarda Bauernfeind |
| 2023    | Antonia Niedermaier | Cédrine Kerbaol    | Julie De Wilde      |
| 2024    | Antonia Niedermaier | Jasmin Liechti     | Julie De Wilde      |

## Tableau des médailles
| Rang  | Nation    | Or | Argent | Bronze | Total |
| ----- | --------- | -- | ------ | ------ | ----- |
| 1     | Allemagne | 2  | 0      | 1      | 3     |
| 2     | Italie    | 1  | 0      | 0      | 1     |
| 3     | France    | 0  | 1      | 0      | 1     |
| 3     | Pays-Bas  | 0  | 1      | 0      | 1     |
| 3     | Suisse    | 0  | 1      | 0      | 1     |
| 6     | Belgique  | 0  | 0      | 2      | 2     |
| Total | Total     | 3  | 3      | 3      | 9     |